# Бєлокуров Ігор Вікторович
Ігор Вікторович Бєлокуров (Білокуров) (нар. 1 січня 1963, Велика Глуша, Волинська область, СРСР) — радянський військовий, прапорщик Збройних сил СРСР. Був у складі радянського контингенту в Афганістані.

## Біографія
Ігор Бєлокуров народився 1 січня 1963 року у селі Велика Глуша, нині Любешівського району Волинської області. 29 вересня 1981 року призваний на строкову службу до Збройних сил СРСР. Строкову службу здійснював протягом 1981—1983 років у Чехословаччині, після чого повернувся на Волинь, де певний час працював на Луцькому підшипниковому заводі. За кілька років повернувся до збройних сил та закінчив школу прапорщиків у Ленінграді. З вересня 1986 року у званні прапорщика в складі військової частини № 71176 брав участь у військовій місії СРСР в Афганістані. Службу здійснював у провінції Кандагар.
9 квітня 1988 року у ході здійснення бойового завдання зник безвісти і не повернувся до складу війська.

## Амріддін зпровінції Балх
29 березня 2018 року на відео-хостингу «YouTube» було опубліковано відеозвіт однієї з українських геологічних експедицій, яка здійснювала пошук водоносних пластів на території Афганістану. За словами учасників експедиції, вони випадково натрапили на чоловіка родом з Волині, який понад 30 років тому у ході війни зник у провінції Кандагар.
Відео з колишнім радянським військовослужбовцем зняв учасник експедиції Андрій Кадун. Через перекладачів чоловік, який не пам'ятає української мови та свого імені, сказав лише, що родом з Волині. В Афганістані він прийняв іслам і нове ім'я — Амріддін. Нині живе в провінції Балах у племені туркменів.
За даними про учасників радянської місії в Афганістані було знайдено відомості про трьох військовослужбовців з Волинської області, які вважаються зниклими безвісти. Було висловлено припущення, що Амріддіном із туркменського племені може бути уродженець села Велика Глуша Любешівського району Волинської області — прапорщик Ігор Бєлокуров, оскільки смерть одного було згодом підтверджено, а другий зник у зовсім іншій місцевості.
За наданими матеріалами, односельці та знайомі Ігоря Бєлокурова впізнали його в особі Амріддіна. Однак, його мати, припускає, що Амріддін є її сином, але не підтвердила цього. У ході історії виникла ініціатива про повернення його додому. У планах ініціаторів повернення підготувати таджицьку візу та здійснити переліт до нього, аби провести переговори з ватажками племені, щоб ті віддали Ігоря. Ситуацію ускладнює те, що він не має ні місцевого паспорта, ні радянських документів.